# Terceira República da Coreia do Sul
A Terceira República da Coreia foi o governo da Coreia do Sul de 1963 a 1972. Marcou o fim da junta militar, conhecida como Conselho Supremo para a Reconstrução Nacional, e o retorno de um governo civil. Contudo, o presidente Park Chung-hee, que era um ex membro da junta, foi tornando o poder autoritário novamente ao ponto de que, em 1972, o país já era uma de facto ditadura militar novamente.
Park concorreu e venceu as eleições, como civil, em 1963 e 1967. O presidente, porém, era limitado a dois mandatos mas ele forçou a Assembleia Nacional, em 1969, a passar uma emenda constitucional para que ele concorresse a um novo mandato nas eleições de 1971 (vencida por ele). Em julho de 1972, ele iniciou conversas com a Coreia do Norte a respeito de uma futura reunificação, mas nada foi adiante. De fato, combates nas fronteiras entre os norte-coreanos e os sul-coreanos foi comum durante toda a década de 1960.
Em 6 de dezembro de 1971, Park declarou estado de emergência e no ano seguinte, proclamou a lei marcial. A Assembleia Nacional foi dissolvida e o presidente assumiu com totais poderes. Assim, a Terceira República foi substituída, em 1972, pela Quarta República após a promulgação da Constituição de Yusin em outubro. Park Chung-hee passou então a ter poderes ditatoriais. Enquanto isso, no final da década de 1960, a economia sul coreana começou a crescer exponencialmente e o país deixou de ser uma economia atrasada para virar um emergente polo industrial e de exportação. Ao mesmo tempo, o sistema de educação da Coreia foi melhorado e a infraestrutura interna modernizada. Na política externa, o presidente Park alinhou mais a nação com os Estados Unidos e apoiou a política de contenção contra os comunistas, chegando até a mandar tropas para o Vietnã para lutar ao lado dos americanos.